# Parkstetten
Parkstetten – miejscowość i gmina w Niemczech, w kraju związkowym Bawaria, w rejencji Dolna Bawaria, w regionie Donau-Wald, w powiecie Straubing-Bogen. Leży około 5 km na północ od Straubinga, nad Dunajem.

## Dzielnice
W skład gminy wchodzą dwie dzielnice: Parkstetten i Reibersdorf.

## Demografia
| Rok  | Liczba mieszk. |
| ---- | -------------- |
| 1970 | 1770           |
| 1987 | 2249           |
| 2000 | 2769           |

## Zabytki
- kościół parafialny św. Jerzego (St. Georg)
- kościół pw. św. Marcina (St. Martin)

## Oświata
(na 1999)

W gminie znajduje się 75 miejsc przedszkolnych (96 dzieci) oraz szkoła podstawowa (25 nauczycieli, 372 uczniów).